# E l'uomo incontrò il cane
E l'uomo incontrò il cane è un libro scritto dall'austriaco Konrad Lorenz.
Come quasi tutte le sue opere, anche questa tratta del comportamento degli animali, in questo caso, appunto, dei cani. 

Lorenz descrive (se pur con un linguaggio divulgativo) in modo dettagliato le sue esperienze ed osservazioni riguardo ai cani con cui ha convissuto, sfatando alcuni miti e spiegando le ragioni di alcuni comportamenti canini a cui spesso l'uomo dà un'interpretazione sbagliata. 

Lorenz riesce a provare, a seguito dei suoi esperimenti sull'intelligenza emotiva, che i cani hanno coscienza e sentimenti.
I capitoli del libro:
1. Potrebbe essere andata così
2. Le radici della fedeltà al padrone
3. Educazione
4. Cane e padrone
5. Cani e bambini
6. Accuse agli allevatori
7. Sbarre
8. Conflitti per un piccolo dingo
9. Peccato che non sappia parlare, capisce ogni parola
10. Obbligo morale
11. La fedeltà e la morte

## Edizioni
- Konrad Lorenz, E l'uomo incontrò il cane, traduzione di Amina Pandolfi, Adelphi, settembre 1983,  pp. 123, cap. 11.